# Alive, She Cried
Alive, She Cried è il secondo album live dei Doors, pubblicato nel 1983.

## Descrizione
Il titolo è preso dal testo di When the Music's Over. Le canzoni sono prese da svariati concerti registrati tra il 1968 e il 1970. Sono presenti anche Gloria, una hit del gruppo dei Them, e una versione estesa del brano più famoso del gruppo, Light My Fire. John Sebastian dei Lovin' Spoonful suona l'armonica in una cover di Willie Dixon, Little Red Rooster. Le vendite dell'album furono discontinue fino al 1991, quando fu pubblicato il doppio CD In Concert, una raccolta che include Alive, She Cried  e Absolutely Live, insieme ad altri brani live come Roadhouse Blues tratta dall'album An American Prayer e The Unknown Soldier e The End da Live at the Hollywood Bowl.

## Tracce
Testi e musiche di Doors, eccetto dove indicato.
1. Gloria – 6:17 (Van Morrison)
2. Light My Fire – 9:51
3. You Make Me Real – 3:06
4. The WASP (Texas Radio and the Big Beat) – 1:52
5. Love Me Two Times – 3:17
6. Little Red Rooster – 7:15 (Willie Dixon)
7. Moonlight Drive (Include Horse Latitudes) – 5:34

## Formazione
- Jim Morrison – voce
- Ray Manzarek – organo, Fender Piano Bass
- John Densmore – batteria
- Robby Krieger – chitarra

## Classifica
- Billboard Music Charts (Nord America)

### Album
| Anno | Chart      | Posizione |
| ---- | ---------- | --------- |
| 1983 | Pop Albums | 23        |

### Singoli
| Anno | Singolo                  | Chart       | Posizione |
| ---- | ------------------------ | ----------- | --------- |
| 1983 | Gloria / Moonlight Drive | Pop Singoli | 71        |